# Torsten Creutzburg
Torsten Creutzburg (* 9. Juli 1979 in Erfurt) ist ein deutscher Radiomoderator, Journalist und Sprecher.

## Werdegang
Torsten Creutzburg moderierte als 17-Jähriger während seiner Schulzeit erste Sendungen bei Radio F.R.E.I. Nach Abitur 1998 und Zivildienst war er Gründungsmitglied des ersten privaten Jugendradios in Thüringen, radioTOP40. Von 1999 bis Dezember 2002 arbeitete er für das Jugendradio als Moderator, Reporter, Redakteur und schloss in dieser Zeit sein Volontariat ab.
2003 war er zunächst für RTL Television in Köln tätig und anschließend als Moderator und Reporter für Antenne Thüringen in Weimar sowie Radio Brocken in Halle/Saale. Anfang 2004 wechselte er nach Kiel zu Delta Radio. Er war zunächst als Moderator, Reporter und stellvertretender Chef vom Dienst tätig, bevor er 2005 in die Morningshow Delta Radio Frühkick mit Torsten und Kaya wechselte. 
Von August 2006 bis 2008 arbeitete er bei Energy Hamburg als Morningshow-Moderator und Morningshow-Produzent. Von Anfang 2008 bis 2010 reiste und arbeitet Torsten Creutzburg in Australien und Neuseeland, wo er unter anderem für SBS Radio Melbourne tätig war.
Nach seiner Rückkehr 2010 war Creutzburg zunächst als freier Mitarbeiter für den NDR (N-JOY, NDR2, NDR1 Welle Nord) sowie die Deutsche Welle tätig, bevor er im August 2011 als Programmdirektor den neuen Frankfurter Radiosender Energy Rhein-Main aufbaute. 
Seit 2013 arbeitet er erneut für den NDR und die ARD als freier Comedy-Autor und Reporter für Radio und Online, u. a. auf Pilgertour im Rahmen der ARD-Themenwoche.
Neben seiner Arbeit als Journalist und Autor ist Creutzburg auch Sprecher für Fernsehen und Radio, Imagefilme, Werbespots, Dokumentationen und Hörspiele. Er betreibt mit ZEHDEHmedia eine Produktionsfirma für Projekte im Bereich Film, Funk und Foto.
Torsten Creutzburg engagiert sich ehrenamtlich für ein Waisenhaus in Ghana/ Afrika, für das er erfolgreich Fundraising-Aktionen kreiert und umgesetzt hat.